# زين الفلك خانم
زين الفلك خانم هي زوجة السلطان العثماني عبد المجيد الأول. وُلدت في 1824 في شمال القوقاز، وتوفيت في 1842 في إسطنبول.

## الأبناء
- بهية سلطان  [لغات أخرى]‏